# Pietra runica di Noleby
La pietra runica di Noleby, pietra runica di Fyrunga o Vg 63 è una pietra runica scritta in proto-norreno attraverso l'uso di caratteri in Fuþark antico. Venne scoperta nel 1894 presso la fattoria di Stora Noleby in Västergötland, Svezia.

## Descrizione
Venne datata da Sophus Bugge al 600 circa, e risulta di particolare importanza a causa dell'iscrizione runo [...] raginakundo che significa "rune di origine divina", apparsa anche sulla pietra runica di Sparlösa e nel poema eddico Hávamál. Questo fatto è importante per lo studio della mitologia norrena dal momento che indica che espressioni e contenuti dell'Edda poetica sono di origine preistorica scandinava.
Attualmente è esposta presso il Museo storico di Stoccolma.

## Trascrizione delle rune
runo fahi raginakudo toj-a ¶ unaþou ÷ suhurah : susi(h)---tin ¶ hakuþo

## Traslitterazione
Runo fahi raginakundo toj[e'k]a. ... ... ... Hakoþuz.

## Traduzione
Io preparo le necessarie rune divine ... per Hakoþuz.

## Fonti
- Voce su Fyrungastenen nel Nordisk familjebok (1908)